# 新楽県 (江蘇省)
新楽県（しんらく-けん）は中華人民共和国江蘇省にかつて存在した県。現在の連雲港市贛楡区北西部に相当する。
前漢により設置された祝其県を前身とする。南北朝時代、南朝宋により廃止された。唐朝が成立すると623年（武徳6年）に新楽県として再設置されたが、625年（武徳5年）に廃止された。